# Kädva
Kädva – wieś w Estonii, prowincji Järva, w gminie Türi.